# Insenatura di Potaka

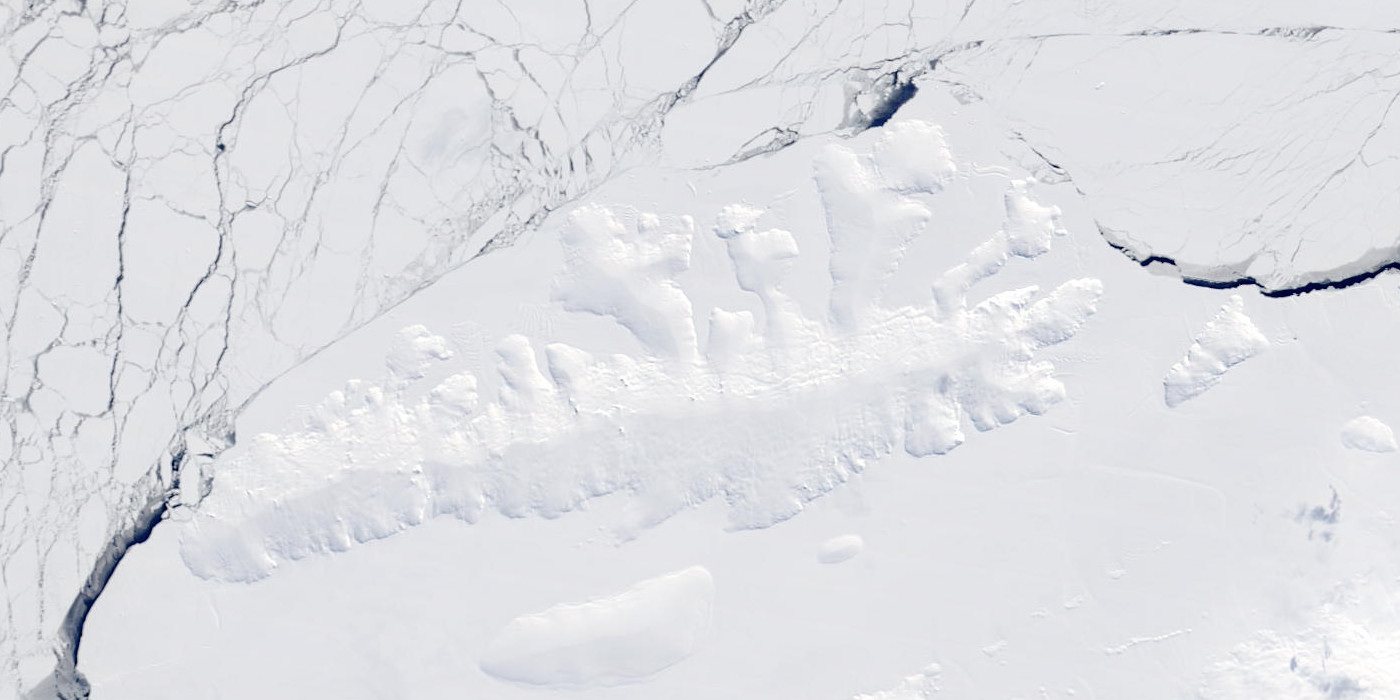
Un'immagine satellitare dell'isola Thurston.

L'insenatura di Potaka è un'insenatura larga circa 5 km all'imboccatura e lunga 15, situata sull'isola Thurston, al largo della costa di Eights, nella Terra di Ellsworth, in Antartide. L'insenatura, che si estende in direzione nord-sud e la cui superficie è completamente ricoperta dai ghiacci, si trova in particolare tra la penisola Starr, a ovest, e la penisola Kearns, a est.

## Storia
L'insenatura di Potaka fu scoperta durante ricognizioni aeree effettuate nel dicembre 1946 nel corso dell'operazione Highjump e fu del tutto mappata nel febbraio 1960 durante voli in elicottero partiti dalla USS Burton Island e dalla USS Glacier  e svolti su quest'area nel corso di una spedizione di ricerca della marina militare statunitense (USN) nel mare di Bellingshausen. Infine, fu così battezzata dal Comitato consultivo dei nomi antartici in onore del dottor Louis H. Potaka, ufficiale medico facente parte della seconda spedizione antartica comandata dal retroammiraglio Richard Evelyn Byrd e svoltasi nel periodo 1933-35.